# Cimburga di Masovia
Cimburga di Masovia (Varsavia, 1394 – Türnitz, 28 settembre 1429) era la madre dell'imperatore Federico III.

## Biografia
Cimburga (altrimenti Cimburgis, Zimburgis, Cimburga, o Cymbarka) era figlia del duca di Masovia Siemowit IV, e di sua moglie, Alessandra di Lituania, sorella di Ladislao II di Polonia. Discendeva dalla dinastia polacca dei Piast. 

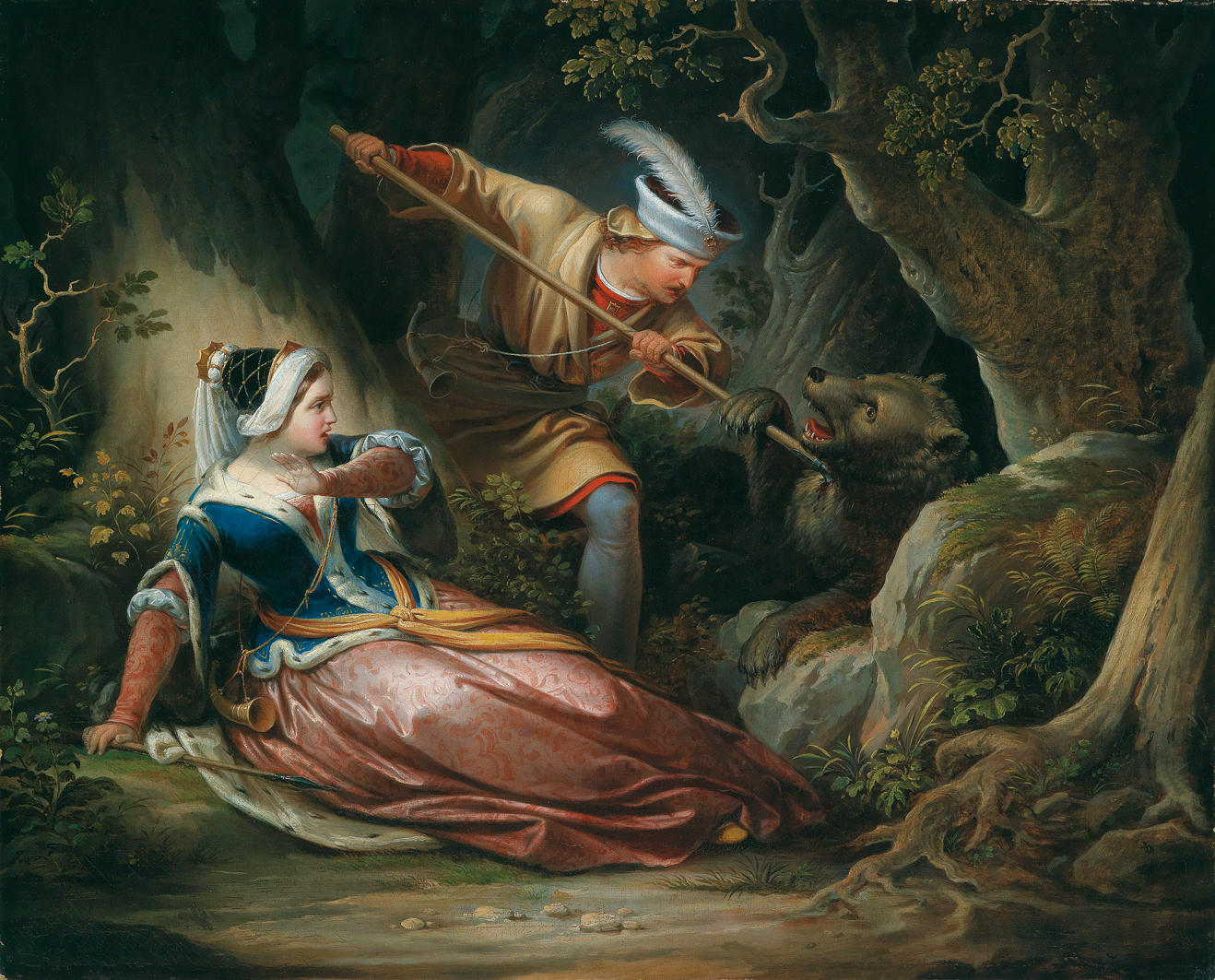
The Brave Saviour, dipinto di Franz Geyling (1856)

## Matrimonio
Sebbene il fidanzamento del fratello maggiore di Guglielmo con la principessa polacca Jadwiga fosse fallito, il duca Ernesto, dopo la morte della sua prima moglie Margherita di Pomerania, si recò a Cracovia in incognito alla corte di Siemowit IV. Secondo la leggenda, si innamorò di lui quando partecipò ad una battuta di caccia e salvò la principessa da un orso. In realtà, suo zio Ladislao II di Polonia, bloccato nella guerra polacco-lituano-teutonica e in lotta con il re lussemburghese Sigismondo d'Ungheria, colse l'occasione per rafforzare i legami con la dinastia degli Asburgo e diede il suo consenso.
Il matrimonio ebbe luogo il 25 gennaio 1412 a Buda, nella residenza di Sigismondo, dove mediò i negoziati di pace tra la Polonia e l'Ordine Teutonico. Sebbene non approvato dalla famiglia degli Asburgo, il matrimonio si rivelò felice. Dopo la morte dei suoi fratelli Guglielmo e Leopoldo IV, Ernesto divenne l'unico sovrano dei territori interni austriaci, mentre suo cugino Alberto V governava il ducato d'Austria.
Ebbero nove figli, ma solo quattro raggiunsero l'età adulta:
- Federico (1415-1493), sposò Eleonora del Portogallo;
- Margherita (1416-1486), sposò Federico II di Sassonia;
- Alberto (1418-1463), sposò Margherita del Palatinato, figlia di Ludovico III del Palatinato;
- Caterina (1420-1493), sposò Carlo I di Baden:
- Ernesto II (1420-10 agosto 1432);
- Alessandra (nata e morta nel 1421);

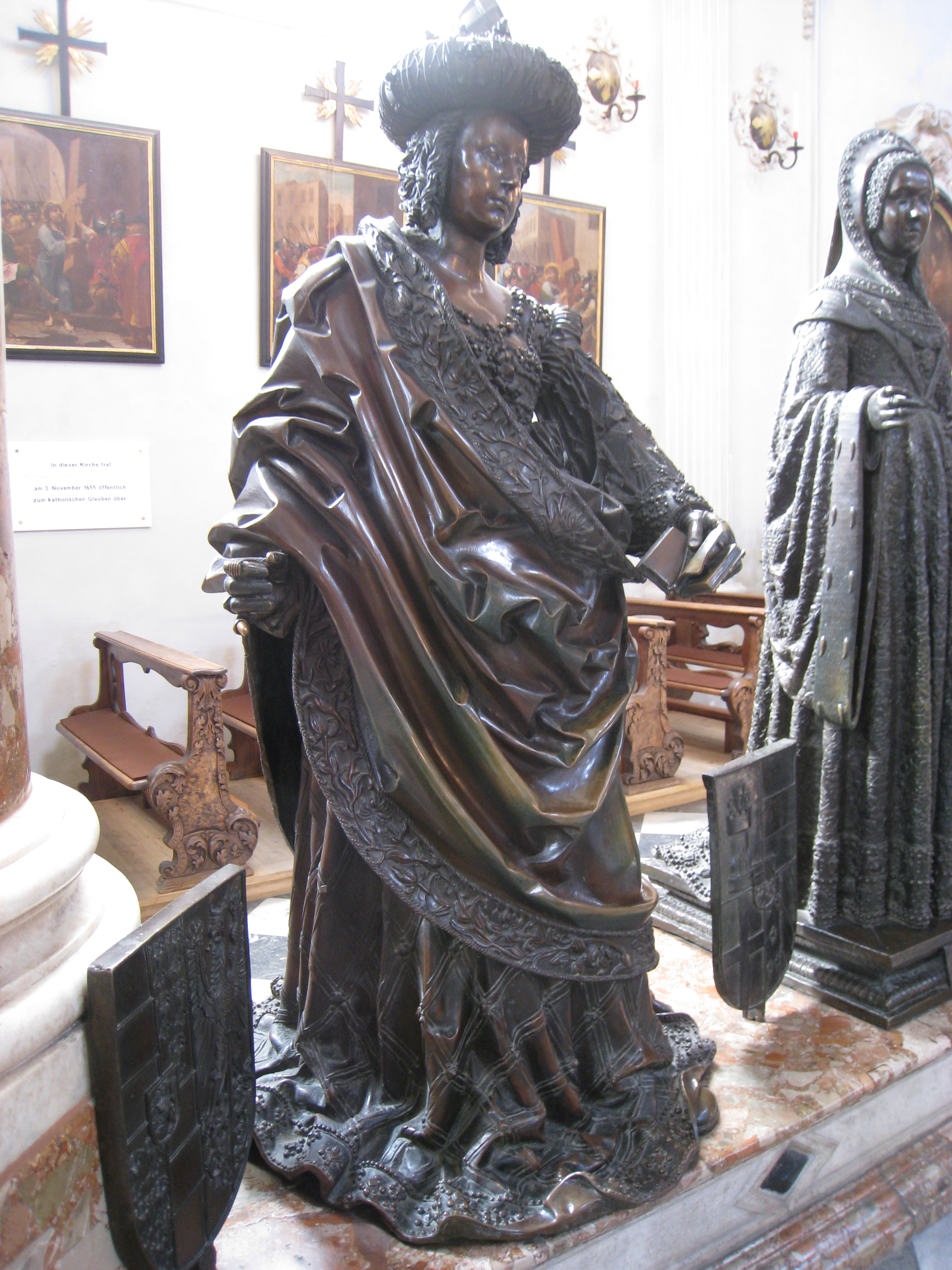
Statua in bronzo di Cimburga, nel cenotafio di Massimiliano I d'Asburgo nella Hofkirche di Innsbruck

- Anna (1422-11 novembre 1429);
- Leopoldo (nato e morto nel 1424);
- Rodolfo (nato e morto nel 1424).

## Morte
Cimburga sopravvisse a suo marito e morì in pellegrinaggio a Mariazell durante il suo soggiorno a Türnitz. È sepolta nell'abbazia di Lilienfeld.

## Ascendenza
|                         |           |                        | Genitori            |  |  | Nonni |  |  | Bisnonni             |  |  | Trisnonni              |  |
|                         |           |                        |                     |  |  |       |  |  | Trojden I di Masovia |  |  | Boleslao II di Masovia |  |
|                         |           |                        |                     |  |  |       |  |  | Trojden I di Masovia |  |  | Boleslao II di Masovia |  |
|                         |           | Gaudemunda di Lituania |                     |  |  |       |  |  | Trojden I di Masovia |  |  |                        |  |
| Siemowit III di Masovia |           |                        |                     |  |  |       |  |  | Trojden I di Masovia |  |  |                        |  |
|                         |           | Maria di Galizia       | Jurij I di Galizia  |  |  |       |  |  |                      |  |  |                        |  |
|                         |           | Maria di Galizia       | Jurij I di Galizia  |  |  |       |  |  |                      |  |  |                        |  |
|                         |           | Maria di Galizia       | Eufemia di Cuiavia  |  |  |       |  |  |                      |  |  |                        |  |
| Siemowit IV di Masovia  |           | Maria di Galizia       |                     |  |  |       |  |  |                      |  |  |                        |  |
|                         |           | Mikuláš II di Opava    | Mikuláš I di Opava  |  |  |       |  |  |                      |  |  |                        |  |
|                         |           | Mikuláš II di Opava    | Mikuláš I di Opava  |  |  |       |  |  |                      |  |  |                        |  |
|                         |           | Mikuláš II di Opava    | Adelaide di Asburgo |  |  |       |  |  |                      |  |  |                        |  |
| Eufemia di Opava        |           | Mikuláš II di Opava    |                     |  |  |       |  |  |                      |  |  |                        |  |
|                         |           | Anna Raciborska        | Přemysl di Racibórz |  |  |       |  |  |                      |  |  |                        |  |
|                         |           | Anna Raciborska        | Přemysl di Racibórz |  |  |       |  |  |                      |  |  |                        |  |
|                         |           | Anna Raciborska        | Anna di Czersk      |  |  |       |  |  |                      |  |  |                        |  |
| Cimburga di Masovia     |           | Anna Raciborska        |                     |  |  |       |  |  |                      |  |  |                        |  |
|                         | Gediminas | Butvydas ?             |                     |  |  |       |  |  |                      |  |  |                        |  |
|                         | Gediminas | Butvydas ?             |                     |  |  |       |  |  |                      |  |  |                        |  |
|                         | Gediminas | …                      |                     |  |  |       |  |  |                      |  |  |                        |  |
| Algirdas                | Gediminas |                        |                     |  |  |       |  |  |                      |  |  |                        |  |
|                         |           | Jewna                  | Ivan di Polack ?    |  |  |       |  |  |                      |  |  |                        |  |
|                         |           | Jewna                  | Ivan di Polack ?    |  |  |       |  |  |                      |  |  |                        |  |
|                         |           | Jewna                  | …                   |  |  |       |  |  |                      |  |  |                        |  |
| Alessandra di Lituania  |           | Jewna                  |                     |  |  |       |  |  |                      |  |  |                        |  |
|                         |           | Alessandro I di Tver'  | Michele di Tver'    |  |  |       |  |  |                      |  |  |                        |  |
|                         |           | Alessandro I di Tver'  | Michele di Tver'    |  |  |       |  |  |                      |  |  |                        |  |
|                         |           | Alessandro I di Tver'  | Anna di Kašin       |  |  |       |  |  |                      |  |  |                        |  |
| Uliana di Tver'         |           | Alessandro I di Tver'  |                     |  |  |       |  |  |                      |  |  |                        |  |
|                         |           | Anastasia di Galizia   | Jurij I di Galizia  |  |  |       |  |  |                      |  |  |                        |  |
|                         |           | Anastasia di Galizia   | Jurij I di Galizia  |  |  |       |  |  |                      |  |  |                        |  |
|                         |           | Anastasia di Galizia   | Eufemia di Cuiavia  |  |  |       |  |  |                      |  |  |                        |  |
|                         |           | Anastasia di Galizia   |                     |  |  |       |  |  |                      |  |  |                        |  |

## Eredità
In quanto madre di Federico III d'Asburgo, divenne ava di tutti gli Asburgo che si succedettero nei secoli tanto da essere considerata l'iniziatrice del prognatismo caratteristico di numerosi membri della famiglia imperiale. Tuttavia, già il bisnonno di suo marito, il re Alberto I o suo zio, il duca Rodolfo IV, presentavano i segni di quella caratteristica, mentre la statua di Cimburga nella Hofkirche di Innsbruck non ne dimostra.